# Флатхед (округ)
Округ Флатхед (англ. Flathead County) располагается в штате Монтана, США. Официально образован в 1893 году. По состоянию на 2010 год, численность населения составляла 90 928 человек.

## География
По данным Бюро переписи США, общая площадь округа равняется 13 613,054 км², из которых 13 177,933 км² суша и 437,71 км² или 3,2 % — это водоёмы. В округе находятся 269 озёр и водохранилищ, имеющих официальное название — это гораздо больше, чем в любом другом округе штата.

## Население
По данным переписи населения 2000 года в округе проживает 74 471 жителей в составе 29 588 домашних хозяйств и 20 415 семей. Плотность населения составляет 6,00 человек на км2. На территории округа насчитывается 34 773 жилых строений, при плотности застройки около 3,00-х строений на км2. Расовый состав населения: белые — 96,26 %, афроамериканцы — 0,15 %, коренные американцы (индейцы) — 1,15 %, азиаты — 0,46 %, гавайцы — 0,06 %, представители других рас — 0,41 %, представители двух или более рас — 1,50 %. Испаноязычные составляли 1,42 % населения независимо от расы.
В составе 32,50 % из общего числа домашних хозяйств проживают дети в возрасте до 18 лет, 56,90 % домашних хозяйств представляют собой супружеские пары проживающие вместе, 8,30 % домашних хозяйств представляют собой одиноких женщин без супруга, 31,00 % домашних хозяйств не имеют отношения к семьям, 25,20 % домашних хозяйств состоят из одного человека, 8,90 % домашних хозяйств состоят из престарелых (65 лет и старше), проживающих в одиночестве. Средний размер домашнего хозяйства составляет 2,48 человека, и средний размер семьи 2,97 человека.
Возрастной состав округа: 25,90 % моложе 18 лет, 7,40 % от 18 до 24, 27,40 % от 25 до 44, 26,40 % от 45 до 64 и 26,40 % от 65 и старше. Средний возраст жителя округа 39 лет. На каждые 100 женщин приходится 98,30 мужчин. На каждые 100 женщин старше 18 лет приходится 96,10 мужчин.
Средний доход на домохозяйство в округе составлял 34 466 USD, на семью — 40 702 USD. Среднестатистический заработок мужчины был 31 908 USD против 20 619 USD для женщины. Доход на душу населения составлял 18 112 USD. Около 9,40 % семей и 13,00 % общего населения находились ниже черты бедности, в том числе — 16,70 % молодежи (тех, кому ещё не исполнилось 18 лет) и 8,60 % тех, кому было уже больше 65 лет.